# Cycas basaltica
Cycas basaltica es una especie de Cycadopsida del género Cycas, de la familia Cycadaceae, del orden Cycadales.

## Distribución
Cycas basaltica se distribuye por Australia.

## Taxonomía
Fue descrita científicamente por el botánico australiano Charles Austin Gardner. Fue publicado por primera vez en Forest. Dept. Bull. W. Australia 32: 31. en 1923.